# Джонс (округ, Южная Дакота)
Округ Джонс (англ. Jones County) располагается в штате Южная Дакота, США. Официально образован в 1917 году. По состоянию на 2010 год, численность населения составляла 1006 человек.

## География
По данным Бюро переписи США, общая площадь округа равняется 2517 км2, из которых 2514 км2 суша и 3 км2 или 0,12 % это водоёмы.

## Население
По данным переписи населения 2000 года в округе проживает 1 193 жителей в составе 509 домашних хозяйств и 327 семей. Плотность населения составляет менее 1,00-го человека на км2. На территории округа насчитывается 614 жилых строений, при плотности застройки менее 1,00-го строения на км2. Расовый состав населения: белые — 95,81 %, афроамериканцы — 2,43 %, коренные американцы (индейцы) — 0,08 %, азиаты — 0,17 %, гавайцы — 1,51 %, представители других рас — 0,00 %, представители двух или более рас — 0,00 %. Испаноязычные составляли 0,34 % населения независимо от расы.
В составе 29,30 % из общего числа домашних хозяйств проживают дети в возрасте до 18 лет, 53,20 % домашних хозяйств представляют собой супружеские пары проживающие вместе, 7,50 % домашних хозяйств представляют собой одиноких женщин без супруга, 35,60 % домашних хозяйств не имеют отношения к семьям, 33,20 % домашних хозяйств состоят из одного человека, 15,10 % домашних хозяйств состоят из престарелых (65 лет и старше), проживающих в одиночестве. Средний размер домашнего хозяйства составляет 2,34 человека, и средний размер семьи 2,98 человека.
Возрастной состав округа: 26,20 % моложе 18 лет, 6,20 % от 18 до 24, 25,50 % от 25 до 44, 23,90 % от 45 до 64 и 23,90 % от 65 и старше. Средний возраст жителя округа 41 лет. На каждые 100 женщин приходится 103,90 мужчин. На каждые 100 женщин старше 18 лет приходится 102,80 мужчин.
Средний доход на домохозяйство в округе составлял 30 288 USD, на семью — 37 500 USD. Среднестатистический заработок мужчины был 23 289 USD против 17 143 USD для женщины. Доход на душу населения составлял 15 896 USD. Около 11,90 % семей и 15,80 % общего населения находились ниже черты бедности, в том числе — 27,60 % молодежи (тех, кому ещё не исполнилось 18 лет) и 7,10 % тех, кому было уже больше 65 лет.